# Marcaj forestier
Marcajele forestiere sunt marcaje care se aplică în general pe arbori (uneori și pe borne artificiale) și servesc la delimitarea și încadrarea unităților teritoriale de amenajare și gospodărire a fondului silvic.

## Reguli și tipuri de marcaje
Se aplică în general (cu unele excepții) sub forma unei benzi fără fond alb
În funcție de forma marcajelor se împart în: 
- Bandă orizontală:

- Simplă: delimitează subparcele (areale omogene din punct de vedere al speciilor / vârstei speciei / densității arborilor, pepiniere etc.) și este trasată pe ambele părți ale trunchiului unui arbore. Intersecțiile dintre limitele subparcelare, precum și intersecțiile acestora cu liniile parcelare se marchează cu o bandă inelară de vopsea.
- Dublă: benzile de culoare sunt separate de o bandă albă care înconjoară arborele și alăturat se află un număr. Semnifică  intersecții de linii parcelare și desparte două parcele alăturate

- Bandă verticală:

- Simplă: este aplicată în general pe creastă sau pe axul văilor, delimitând parcele (Unități de Amenajare - UA) forestiere.În general în arealele montane și colinare parcela se suprapune unui versant, limitele ei fiind date cu mici exceptii de talveguri (linia dintre punctele cu cele mai reduse altitudini din albia minoră) și culmi (principale sau secundare). O excepție apare când limita parcelei corespunde limitei pădurii (iar aceasta nu se suprapune unui talveg sau unei culmi)
- Dublă: delimitează Unități de Producție (UP) sau parchete (unități intermediare între parcele și ocoale)

- Litera "H": se regăsește pe crestele principale, ce uzual despart bazine hidrografice importante

În funcție de culoarea benzilor, marchează pădurea ca fiind:
- Roșu(cea mai frecventă culoare întâlnită): proprietatea ocolului silvic
- Galben: proprietate privată
- Alb: în curs de punere în posesie

Patratul roșu sau albastru pe fond alb:
- Delimitează rezervațiile naturale și apare la limitele ce inconjoară zona protejată. Se asociază cu panouri informative dispuse la intrările principale.
- Nu intersectează trasee turistice decat întamplător, nefiind marcaje de urmărit

## Bornele silvice
Se identifică pe toată circumferința unui arbore sau a unei borne artificiale situate la nivelul solului, prin 2 benzi roșii delimitate de o bandă albă, orizontale
Servesc la marcarea punctelor caracteristice ale limitelor parcelelor (intersecții de linii parcelare, ale acestora cu limita pădurii și a proprietății, pe limita pădurii și în punctele de contur caracterisitice), având formă și dimensiuni normate.
Bornele de beton, piatră cioplită sau piatră naturală (în locuri unde nu pot fi transportate borne de beton sau piatră cioplită) sunt amplasate pe platforme de pământ sau piatră, excepție zonele inundabile unde se îngroapă adânc în pământ și se semnalizează prin balize.